# Tiglien
| Indeling van het Pleistoceen                                                                                             | Indeling van het Pleistoceen | Indeling van het Pleistoceen | Indeling van het Pleistoceen | Indeling van het Pleistoceen | Indeling van het Pleistoceen |
| Internationaal | Internationaal               | Internationaal               | Noordwest-Europa             | Noordwest-Europa             | Noordwest-Europa             |
| Serie | Subserie                     | Etage                        | Super-etage                  | Etage                        | Tijd (Ma)                    |
| --- | ---------------------------- | ---------------------------- | ---------------------------- | ---------------------------- | ---------------------------- |
| Holoceen | Vroeg                        | Greenlandien                 | Holoceen                     | Holoceen                     | jonger                       |
| Pleistoceen | Laat                         | (onbenoemd)                  | (onbenoemd)                  | Weichselien                  | 0,116 - 0,0117               |
| Pleistoceen | Laat                         | (onbenoemd)                  | (onbenoemd)                  | Eemien                       | 0,126 - 0,116                |
| Pleistoceen | Midden                       | Chibaien                     | (onbenoemd)                  | Saalien                      | 0,238 - 0,126                |
| Pleistoceen | Midden                       | Chibaien                     | (onbenoemd)                  | Oostermeer                   | 0,243 - 0,238                |
| Pleistoceen | Midden                       | Chibaien                     | (onbenoemd)                  | (onbenoemd)                  | 0,324 - 0,243                |
| Pleistoceen | Midden                       | Chibaien                     | (onbenoemd)                  | Belvédère                    | 0,338 - 0,324                |
| Pleistoceen | Midden                       | Chibaien                     | (onbenoemd)                  | (onbenoemd)                  | 0,386 - 0,338                |
| Pleistoceen | Midden                       | Chibaien                     | (onbenoemd)                  | Holsteinien                  | 0,418 - 0,386                |
| Pleistoceen | Midden                       | Chibaien                     | (onbenoemd)                  | Elsterien                    | 0,465 - 0,418                |
| Pleistoceen | Midden                       | Chibaien                     | Cromerien                    | diverse etages               | 0,850 - 0,465                |
| Pleistoceen | Vroeg                        | Calabrien                    | Cromerien                    | diverse etages               | 0,850 - 0,465                |
| Pleistoceen | Vroeg                        | Calabrien                    | Bavelien                     | diverse etages               | 1,07 - 0,85                  |
| Pleistoceen | Vroeg                        | Calabrien                    | Menapien                     | diverse etages               | 1,20 - 1,07                  |
| Pleistoceen | Vroeg                        | Calabrien                    | Waalien                      | diverse etages               | 1,45 - 1,20                  |
| Pleistoceen | Vroeg                        | Calabrien                    | Eburonien                    | diverse etages               | 1,80 - 1,45                  |
| Pleistoceen | Vroeg                        | Gelasien                     | Tiglien                      | diverse etages               | 2,40 - 1,80                  |
| Pleistoceen | Vroeg                        | Gelasien                     | Pretiglien                   | diverse etages               | 2,58 - 2,40                  |
| Plioceen |                              | Piacenzien                   | Reuverien                    |                              | ouder                        |
| Tabel 1 - Indeling van het Pleistoceen Blauwe vakken: Glaciaal of Stadiaal - Roze vakken: Interglaciaal of Interstadiaal |                              |                              |                              |                              |                              |

Het geologisch tijdvak Tiglien (Vlaams: Tigliaan) is een super-etage van de serie Pleistoceen (tabel 1). Het Tiglien duurde van 2,40 tot 1,80 Ma, komt na/op het Pretiglien en na het Tiglien komt het Eburonien.
Het Tiglien omvat verscheidene koude en warme etages (tabel 2).

## Historie en naamgeving
In de kleigroeven in de directe omgeving van de Noord-Limburgse plaats Tegelen werden in het begin van de twintigste eeuw fossiele resten van zoogdieren, planten (zaden, vruchten en houtresten) en mollusken gevonden. Eugène Dubois was geïnteresseerd in de fossiele zoogdierresten omdat hij van mening was dat de kans om hier fossiele mensen te vinden groot was. Hij nam aan dat de ouderdom van de zoogdieren ongeveer overeenkwam met de zoogdierfossielen uit het Cromer Forest Bed in East Anglia. Fossiele mensen werden echter niet aangetroffen waardoor Dubois zijn belangstelling verloor. Overigens leefden in het Tiglien wel al voorouders van de mens zoals Homo habilis maar toen was hun leefgebied nog beperkt tot Afrika. Pieter Tesch, de latere directeur van de Rijks Geologische Dienst was het oneens met de door Dubois veronderstelde ouderdom en verzocht daarom de Engelse paleobotanici Reid & Reid de plantaardige resten te bestuderen. Zij concludeerden dat de flora afkomstig was uit een nog niet benoemde geologische periode die (aanzienlijk) ouder was dan het Cromer Forest Bed en jonger dan de Pliocene afzettingen van Reuver. Aan deze periode gaven zij de naam 'Teglian', naar de plaats Tegelen. De term 'Tiglien' wordt door Van der Vlerk & Florschütz in 1950 ingevoerd. Zagwijn onderzocht het pollen uit de kleiige afzettingen onder andere uit de groeve 'Egypte' van Russel Tiglia bij Tegelen. Hij concludeerde dat er verschillende fasen van een interglaciaal, het Tiglien, te onderscheiden waren. Deze groeve wordt sindsdien als het stratotype van het Tiglien beschouwd.
De zanden en kleien in deze groeven behoren tot de Formatie van Waalre (vroeger: Formatie van Tegelen). Dit zijn Vroeg Pleistocene riviersedimenten van de Rijn. Tijdens het Tiglien liep de Maas niet langs Tegelen, maar voegde deze zich boven Aken bij de Rijn wiens bedding toen veel westelijker lag dan nu en ook veel groter was waardoor ook Limburg tot het stroomgebied behoorde.

## Flora en fauna

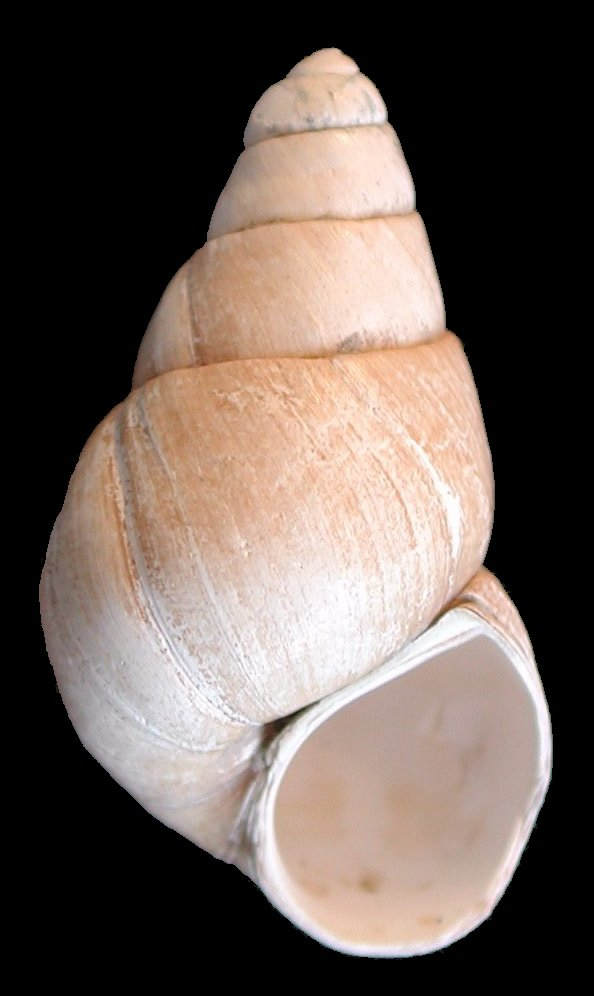
Viviparus glacialis, een karakteristieke zoetwaterslak uit het Tiglien

In de kleilagen werden de fossiele resten van onder andere de bever, watermol, hyena, panter, stekelvarken, tapir, Grote Tegelse hert, Kleine Tegelse hert, beer, neushoorn, nijlpaard, moerasschildpad, Zuidelijke olifant en makaak-aap gevonden. Deze Macaca florentina leek veel op de hedendaagse berberaap (Macaca sylvanus). Nooit eerder werden zo ver noordelijk fossiele apenresten aangetroffen. Onlangs werd ontdekt dat in Tegelen ook de vliegende eekhoorn heeft geleefd, en verder een soort slaapmuis, die nu alleen nog in Japan voorkomt. De molluskensoorten zijn typisch voor een rivierassociatie. Er bevinden zich soorten onder die alleen uit het Tiglien bekend zijn. Genoemd kunnen worden: Viviparus glacialis, Tournouerina belnensis, Lithoglyphus jahni, Borysthenia goldfussiana, Valvata salebrosa en Sphaerium subtile. Daarnaast zijn landslakkensoorten aangetroffen die vooral in oeverbosvegetaties geleefd hebben. De meest kenmerkende soorten zijn onbeschreven en behoren tot de geslachten Helicigona, Perforatella, Soosia en Aegopinella. Verder zijn onder andere Cochlostoma salomoni, Lyrodiscus jourdani en Isognomostoma isognomostoma bekend.
Tussen de meer dan honderd in de klei gevonden plantensoorten zaten de rubberboom, Spaanse aak, vleugelnoot en cipres.
In de botanische tuin de Jochum-Hof te Steyl is in de jaren zeventig een levende reconstructie gemaakt met planten die hier groeiden tijdens de Tiglien-periode.
| Super-etage                         | Etage        | M.I.S. | Tijd geleden (Ma) |
| ----------------------------------- | ------------ | ------ | ----------------- |
| Tiglien                             | Tiglien-C5/6 | -      | - 1,80            |
| Tiglien                             | Tiglien-C4   | -      |                   |
| Tiglien                             | Tiglien-C1/3 | -      |                   |
| Tiglien                             | Tiglien-B    | -      |                   |
| Tiglien                             | Tiglien-A    | -      | 2,40 -            |
| Tabel 2 - Etages binnen het Tiglien |              |        |                   |